# Marthana beharensis
Marthana beharensis is een hooiwagen uit de familie Sclerosomatidae.